# Las Pochotas
Las Pochotas är en ort i Mexiko.   Den ligger i kommunen Santiago Tuxtla och delstaten Veracruz, i den sydöstra delen av landet, 400 km öster om huvudstaden Mexico City. Las Pochotas ligger 26 meter över havet och antalet invånare är 444.
Terrängen runt Las Pochotas är platt, och sluttar västerut. Runt Las Pochotas är det ganska tätbefolkat, med 104 invånare per kvadratkilometer. Närmaste större samhälle är Francisco I. Madero, 8,7 km öster om Las Pochotas. Omgivningarna runt Las Pochotas är en mosaik av jordbruksmark och naturlig växtlighet.